# Lijst van spelers van Beerschot Voetbalclub Antwerpen
Deze lijst omvat voetballers die bij Beerschot Voetbalclub Antwerpen spelen of gespeeld hebben. Alleen spelers die in het profvoetbal actief zijn geweest zijn in deze lijst opgenomen. Ook spelers uit de periode dat de club onder de naam KFCO Beerschot Wilrijk actief was, zijn opgenomen.

## A
- Emil Abaz
- Saad Agouzoul
- Faisal Al-Ghamdi
- Ibrahim Alhassan
- Marwan Al-Sahafi
- Baptiste Aloé
- Djuric Ascencion
- Felipe Avenatti

## B
- Thibo Baeten
- Zakaria Bakkali
- Wouter Biebauw
- Youssef Boulaouali
- Pierre Bourdin
- Ensar Brahić
- George Broadbent
- Loris Brogno
- Irakli Bugridze

## C
- Welat Cagro
- Moisés Caicedo
- Glenn Claes
- Antoine Colassin
- Ismaila Coulibaly

## D
- Colin Dagba
- Jimmy De Jonghe
- Brian De Keersmaecker
- Gertjan De Mets
- Jarno De Smet
- Thibault De Smet
- Abdel Diarra
- Sekou Diawara
- Joren Dom
- Emeric Dutouit

## E
- Charni Ekangamene
- Blessing Eleke
- Karim Essikal

## F
- Omar Fayed
- Guillaume François
- Frédéric Frans

## G
- Nicksoen Gomis
- Grégory Grisez
- Sabri Guendouz
- Dennis Gyamfi

## H
- Réda Halaïmia
- Jerrel Hak
- Ewan Henderson
- Erwin Hoffer
- Raphael Holzhauser
- Dean Huiberts

## I
- Prince Ibara

## J
- Edisson Jordanov

## K
- Gökhan Kardes
- Faysel Kasmi
- Charly Keita
- Cyril Khetir
- Henri Koide
- Apostolos Konstantopoulos
- Andi Koshi
- Ayouba Kosiah
- Leon Kreković
- Florian Krüger

## L
- Andres Labie
- Romano La Morte
- Bill Lathouwers
- Antoine Lejoly
- Mauricio Lemos
- Hernán Losada
- Thiago Lugano

## M
- Alexander Maes
- Keryane Mansouri
- Ar'Jany Martha
- Keres Masangu
- Davor Matijaš
- Hervé Matthys
- Loïc Mbe Soh
- Ayrton Mboko
- Kule Mbombo
- Luca Meisl
- Mohamed Messoudi
- Felipe Micael
- Simion Michez
- Diego Montiel
- David Mukuna-Trouet

## N
- Jordi Nolle
- Marius Noubissi
- Mardochee Nzita
- Félix Nzouango

## O
- Octávio
- Liam Oetoehganal
- Rubin Okotie
- Abraham Okyere
- Emir Ortakaya

## P
- Benjamin Pauwels
- Nauris Petkevičius
- Tom Pietermaat
- Euloge Placca Fessou
- Brian Plat
- Denis Prychynenko

## Q
- Robbe Quirynen

## R
- Stipe Radić
- Daishawn Redan
- Tom Reyners
- Dante Rigo
- Rafael Romo

## S
- Hakim Sahabo
- Dylan Saint-Louis
- Joey Suk
- Ryan Sanusi
- Abdoulie Sanyang
- Rauno Sappinen
- Jaric Schaessens
- Ilias Sebaoui
- Rubin Seigers
- Femi Seriki
- Léo Seydoux
- Lawrence Shankland
- Nick Shinton
- Quinten Simons
- Issa Soumaré
- Musashi Suzuki
- Arjan Swinkels

## T
- Collins Tanor
- Cheick Thiam
- Nökkvi Thórisson
- Tarik Tissoudali
- Derrick Tshimanga

## U
- Emre Uzun

## V
- Ramiro Vaca
- Mike van Beijnen
- Jorn Vancamp
- Lukas Van Eenoo
- Jan Van den Bergh
- Dario Van den Buijs
- Bas Van den Eynden
- Djevencio van der Kust
- Mike Vanhamel
- Axl Van Himbeeck
- Tom Van Hyfte
- Dante Vanzeir
- Simon Vereeck
- Thibaud Verlinden
- Yan Vorogovskiy
- Arnold Vula

## W
- Patryk Walicki
- Marco Weymans
- D'Margio Wright-Phillips

## Z
- Jacques Zoua

RSC Anderlecht ·
Antwerp FC ·
Beerschot AC ·
Beerschot VA ·
KSK Beveren ·
Rupel Boom ·
Cercle Brugge · 
Club Brugge ·
KRC Genk ·
KAA Gent · 
KV Kortrijk ·
OH Leuven ·
Lierse SK ·
RFC de Liège ·
KSC Lokeren ·
Lommel SK ·
KV Mechelen ·
Royal Excel Moeskroen ·
RAEC Mons ·
KV Oostende ·
RFC Seraing ·
STVV ·
Sporting Charleroi ·
Standard Luik ·
AFC Tubize ·
Union SG ·
KVC Westerlo ·
SV Zulte Waregem